# Nagari Batu Bajanjang (Tigo Lurah Bajanjang)
Nagari Batu Bajanjang is een bestuurslaag in het regentschap Solok van de provincie West-Sumatra, Indonesië. Nagari Batu Bajanjang telt 3089 inwoners (volkstelling 2010).